# مردم تسوانا
مردم تسوانا شاخه‌ای از مردم بانتوزبان در جنوب آفریقا هستند. زبان تسوانا متعلق به خانوادهٔ زبان‌های بانتو است و این نیز خود جزئی از شاخهٔ بزرگتر زبان‌های نیجر-کنگو است.
مردم تسوانا تشکیل‌دهندهٔ بیش از ۸۰٪ از جمعیت جمهوری بوتسواناند.